# Vermoim (Maia)
Vermoim is een plaats (freguesia) in de Portugese gemeente Maia en telt 14.277 inwoners (2001).